# ورا بلمونت
ورا بلمونت (فرانسوی: Véra Belmont‎؛ زادهٔ ۱۷ نوامبر ۱۹۳۸) تهیه‌کننده، کارگردان و فیلم‌نامه‌نویس اهل فرانسه است.

## حرفه
از سال ۱۹۶۰ وی تهیه‌کنندگی ۴۵ فیلم، کارگردانی ۵ فیلم و نویسندگی ۸ فیلم را انجام داده‌است. فیلم بوسه سرخ (۱۹۸۵) وی به سی و ششمین جشنواره بین‌المللی فیلم برلین راه یافت و شارلوت ولوندقه بازیگر فیلم برنده جایزه خرس نقره‌ای برای بهترین بازیگر زن شد.